# 1966 au Nouveau-Brunswick
Chronologie du Nouveau-Brunswick
- 1962
- 1963
- 1964
- 1965
- 1966
- 1967
- 1968
- 1969
- 1970

Cette page concerne des événements d'actualité qui se sont produits durant l'année 1966 dans la province canadienne du Nouveau-Brunswick.

## Événements
- 24 février : Charles McElman est nommé au Sénat du Canada
- 12 septembre : le libéral Stephen Weyman remporte l'élection partielle de Saint John City à la suite de la démission de Daniel Riley.

## Naissances
- Roger Melanson, député.
- 4 mai : John Stevens, joueur et entraîneur de hockey sur glace.
- 5 novembre : Leni Parker, actrice.

## Décès
- 28 février : Frédéric Landry, préfet
- 25 mai : George Manning McDade, député
- 4 juillet : Georges Dumont, député et ministre.